# Большеглазая песчаная акула
Большеглазая песчаная акула (лат. Odontaspis noronhai)— хрящевая рыба рода песчаных акул одноимённого семейства. Встречается во многих тропических и тёплых умеренных водах на глубине 60—1000 м. Вид малоизвестен; несмотря на то, что в его ареале ведётся интенсивный рыбный промысел, к настоящему моменту зарегистрирована поимка лишь 15 особей. От близкородственной острозубой песчаной акулы отличается формой зубов и ровным тёмно-коричневым окрасом.
Рацион состоит из костистых рыб и беспозвоночных. Вероятно, большеглазые песчаные акулы размножаются бесплацентарным живорождением. Не представляет опасности для человека. Максимальный размер 3,6 м.

## Таксономия
Впервые вид научно описан в 1955 году на основании образца, попавшегося у берегов Мадейры на крючок яруса, расставленного на угольщика (Aphanopus carbo). Ихтиолог Гюнтер Мауль назвал новый вид в честь Адольфо Сезар де Норонья, директора музея Фуншала. До того, как в 80-х годах XX века были исследованы прочие экземпляры большеглазой песчаной акулы, некоторые специалисты считали её разновидностью острозубой песчаной акулы.
Голотип представляет собой самку длиной 1,05 м, пойманную в 1941 году у Камара-ди-Лобуш, Португалия.

## Ареал и среда обитания
Немногочисленные известные экземпляры большеглазой песчаной акулы были получены из разнообразных мест. Большая часть акул была обнаружена в Атлантическом океане, где они были пойманы у берегов Мадейры, на юге Бразилии, у побережья Техаса и в области Срединно-Атлантического хребта. Этот вид, вероятно, обитает в Индийском океане (предположение сделано на основании находки челюстей большеглазой песчаной акулы на Сейшелах). В донных осадках северо-центральной части Тихого океана за 10 лет до первой поимки экземпляров этого вида у берегов Маршалловых островов и Гавайев были обнаружены зубы этих акул.
Большеглазые песчаные акулы обитают на материковом склоне на глубине от 100 до более 1000 м у дна. Также их можно встретить в открытом море на глубине 60—450 м. В Бразилии они попадаются весной в одних и тех же местах, что даёт основание предположить совершение ими миграций.

## Описание
Большеглазые песчаные акулы похожи на гораздо более известных и распространённых обыкновенных песчаных акул. У них коренастое тело с заострённым рылом и большой рот с многочисленными рядами выступающих зубов. По форме зубов их можно отличить от острозубых песчаных акул. У большеглазых песчаных акул имеется узкое центральное остриё и лишь по одному маленькому латеральному зубцу с каждой стороны от него, тогда как у острозубых песчаных акул имеется несколько латеральных зубцов. На верхней челюсти расположено 34—43, а на нижней 37—46 зубных рядов. Глаза крупные, оранжевого цвета с зеленоватым зрачком, третье веко отсутствует.
Спинные и анальный плавники закруглены. Первый спинной плавник крупнее второго, его основание находится ближе к основанию грудных, чем брюшных плавников. Хвостовой плавник асимметричен, нижняя лопасть развита слабо. На хвостовом стебле имеется пара прекаудальных выемок. Высота анального плавника составляет от 2,4 до 4,5 % от общей длины тела. Задний край прямой. Окрас тёмный, ровный, от шоколадно-коричневого до красновато-коричневого цвета.
Максимальная зарегистрированная длина составляет 3,6 м (самки) и 3,3 м (самцы).

## Биология
Большеглазые песчаные акулы, которых поймали живыми, вели себя очень агрессивно, как на крючке, так и вытащенными из воды.. Их крупные глаза приспособлены для ориентации на большой глубине. Вероятно, они ведут ночной образ жизни. Ночью этих акул ловили на небольшой глубине, что даёт основание предположить совершение вертикальных суточных миграций. В желудке особи, пойманной в Мексиканском заливе обнаружили клювы кальмаров и отолиты неидентифицированных костистых рыб. О размножении большеглазых песчаных акул ничего неизвестно, вероятно, подобно прочим ламнообразным, эти акулы размножаются яйцеживорождением с оофагией. Самцы достигают половой зрелости при длине 2,2 м, а самки — 3,2 м.

## Взаимодействие с человеком
В качестве прилова большеглазые песчаные акулы попадают в жаберные сети и кошельковые неводы. Данных для оценки статуса сохранности вида недостаточно.